# Korsikas flora og fauna
Korsikas flora og fauna er bestemt af tre forhold: øens geologiske historie, klimaforholdene og menneskenes brug af øen. Korsika og Sardinien dannede engang landbro mellem Pyrenæerne og Vestalperne. Siden adskiltes den lille tektoniske plade fra Europa og blev langsomt drejet fra retningen nordøst-sydvest om i retningen nord-syd. I årmillionernes løb gennemløb Middelhavsområdet flere perioder med køligt vejr, tørke og lav vandstand i Middelhavet. I løbet af disse perioder kunne øens plante- og dyreliv modtage indvandrere fra den Palæarktiske zone (dvs. arter fra Alperne, Østeuropa og Middelhavsområdet).
På grund af øens topografi er der opstået klimabælter, som har betydet, at både kuldeelskende og varmeelskende, fugtighedskrævende og tørketålende arter har kunnet finde tilholdssteder. I varmeperioderne er de arter, som tåler varme og tørke rykket opad på bjergsiderne, mens de kulde- og fugtighedselseknde er rykket nedad i kølige perioder. Dette har bidraget til den rigdom på arter, man finder på øen.
Øens historie har været meget bevæget og plagsom for indbyggerne. Det har gjort øen forholdsvist tyndt befolket, og derfor har Korsikas indre været stort set uopdyrket i lange perioder ad gangen. Til andre tider har presset fra krigsførende magter, sørøvere og slavejægere været så massivt, at man er flyttet op i højderne og har forsøgt sig med landbrug dér, uden at det dog har været tyngende for plante- og dyrelivet.

## Fauna

### Oversigt
Antallet af arter inden for hvirveldyrene:
| Padder:   | 7   |
| Krybdyr:  | 11  |
| Fugle:    | 138 |
| Pattedyr: | 17  |

### Pattedyr
Korsikas fauna var uden store pattedyr, indtil menneskene indførte dem efter indvandringen for ca. 10.000 år siden. Før den tid fandtes der kun gnavere og flagermus. I den yngre stenalder blev vildsvin (Sus scrofa) og vildfåret , muflon (Ovis orientalis), indført til øen. Romerne medbragte kronhjort (Cervus elaphus), som blev genudsat i 1998 efter at have været udryddet.
For et nærmere studium kan det anbefales at søge i bogen Jean-Francois NOBLET (ed.): Les Mammifères en Corse. Espèces éteintes et actuelles. PNRC, (Korsikas regionale naturpark), 1987.
Havet omkring Korsika er ét stort beskyttelsesområde for delfiner og andre hvaler (RIMMO – Réserve Internationale Maritime en Méditerranée Occidentale). Beskyttelsen blev etableret i 2002, og området dækker 83.000 km² (eller omtrent det dobbelte af Danmarks areal) havområde mellem Sardinien og Toulon i vest og Livorno i øst. Det har på forhånd den højeste koncentration af hvaler i Middelhavet, og man regner med, at området rummer ca. 200-300 store hvaler og ca. 25.000 delfiner. Det betyder, at mulighederne for at se dyrene i deres naturlige omgivelser er ret gode, – især hvis man nøjes med at bruge sejl som fremdrift.

### Fugle
Der er en stor rigdom af fugle på Korsika. Den eneste rent endemiske art er den korsikanske spætmejse (Sitta whiteheadii), som lever af frøene fra Korsikansk Fyr (Pinus nigra ssp. laricio). Den korsikanske blåmejse (Parus caeruleus oligastri) har tilpasset sig øen gennem mere end 150.000 år, men den er stadig kun en underart. I øvrigt findes bade stand- og vandrefugle:
- Andearter	(Anas spp.)
- Drosselarter	(Turdus spp.)
- Falkearter	(Falco spp.)
- Finkearter	(Fringilla spp.)
- Fiskeørn	(Pandion haliaetus)
- Fluesnapperarter	(Ficedula spp.)
- Rød glente	(Milvus milvus)
- Jernspurv	(Prunella modularis)
- Kragefugle	(Corvus spp.)
- Lammegrib	(Gypaetus barbatus)
- Mursejler	(Apus apus)
- Musvåge	(Buteo buteo)
- Mågearter	Larus spp.)
- Sneppearter	(Limosa spp.)
- Stenpikker	(Oenanthe oenanthe)
- Stillits	(Carduelis carduelis)
- Stær	(Sturnus vulgaris)
- Svalearter	(Hirundo spp.)
- Uglearter	(Athene noctua m.fl.)
- Vipstjerter (Motacilla spp.)
- Værlingarter	(Emberiza spp.)

Læs eventuelt mere om fuglene i Jean-Claude Thibault & Gilles Bonaccorsi The Birds of Corsica: an annotated checklist, British Ornithologists' Union, 1999. ISBN 0-907446-21-3

### Krybdyr
De korsikanske krybdyr omfatter ingen giftige slanger, men den gul-grønne græssnog kan bide, så det er ubehageligt. Der er masser af firben, og gekkoer ses også hyppigt i skumringen.

De korsikanske skildpadder er et kapitel for sig. Der findes flere "skildpaddeparker" på øen, hvor man kan se dyrene udstillet, men med lidt held kan man også selv finde dem. Arten Hermanns Skildpadde (Testudo hermanni) er beskyttet på Korsika, og man opformerer den til udsætning på egnede biotoper. Arten er den sidste landskildpadde i Frankrig, hvor den har levet i op mod en million år.
Læs mere om krybdyrene i Michel Delaugerre og Marc Cheylan: Atlas de la Repartition des Batraciens et Reptiles de Corse. Parc Naturel Regional de Corse, 1992. ISBN 2-905468-09-2.

### Insekter og andre leddyr
Blandt insekterne lægger man mest mærke til den store rigdom af sommerfugle og natsværmere. Det skyldes i høj grad, at man har så store arealer under ekstensiv dyrkning, hvor der ikke bliver brugt bekæmpelsesmidler og kunstgødning. Myrerne lever mere skjult, men findes også i et stort antal arter. Derimod er fluer ikke den store plage på øen, men myg og mitter kan være meget generende, når man gerne vil sove for åbent vindue på en varm nat.
Blandt edderkopperne er den korsikanske sorte enke nok mest bekendt, men den findes kun få steder og den er desuden let at kende på sin kombination af sort grundfarve med røde pletter.

### Fisk og skaldyr
Havet rummer et stor mængde fisk og talrige arter af skaldyr. Der er også hajer, men de er meget sjældne at se tæt på kysten. Det er faktisk mere realistisk at frygte bid af murænen, som går helt ind under kysten på klippefyldte strækninger. Det er også vigtigt at tage sig i agt for søpindsvin, som man kan stikke sig modbydeligt på.
En fremragende beskrivelse af de kystnære forhold findes i bogen La Corse – le littoral Corse en 6 itinéraires naturalistes, Delachaux & Niestle, 2001. ISBN 2-603-01229-0.

## Flora

### Træer
De mest almindelige skovtræer er:
- Ægte Kastanje (Castanea sativa)
- Almindelig Bøg (Fagus sylvatica) (18%)
- Korsikansk Fyr (Pinus nigra ssp. laricio) (26%)
- Strand-Fyr (Pinus pinaster) (20%)
- Sten-Eg (Quercus ilex) (22%)
- Kork-Eg (Quercus suber) (5%)

Den korsikanske Fyr bliver op til 50 m høj og når en alder på op mod 1000 år. Den er nøjsom og hårdfør, og derfor findes den ofte på de mest barske og vinterkolde bjergskråninger.
Den ægte Kastanje dækker et areal i landskabet Castagniccia på ca. 30.000 ha. Træet er indført, men betragtes i dag som meget typisk for Korsikas mildere egne. Frugterne blev – trods den bitre smag – brugt som overlevensesmad i trange tider. Endnu i dag kan man få tilbudt alle slags produkter, der er fremstillet ud fra kastanje: pandekager, småkager, desserter, honning osv, men mest af alt bruges frugterne til at opfede de fritgående, korsikanske tamsvin.
I de sydøstligste dele af øen, rundt om Porto-Vecchio og Figari, findes der store plantager med Kork-Eg. De kan høstes for et lag kork hvert 10.-20. år.
Man indførte Eucalyptus (Eucalyptus globulus)-træer til Korsika for at få fordrevet malaria-myggen, hvad der også lykkedes. Ganske vist ikke som man forventede, nemlig ved bladenes duft, men simpelthen ved at træerne tørlagde de sumpe, hvor myggene blev udklækket. Træernes duftende blade er meget svært omsættelige, så de danner et tykt og meget brændbart førnelag. Samtidig forhindrer eucalyptusolierne, at andre planter kan spire, så slutresultatet bliver en ensformig, duftende men brandfarlig skov.
Også andre af de typiske, dyrkede træer kan ses på Korsika:
- Sølv-Akacie (Acacia dealbata)
- Ægte Cypres (Cupressus sempervirens)
- Palmer, f.eks. Ægte Dadelpalme (Phoenix dactylifera)
- Orientalsk Platan (Platanus orientalis)

Dertil kommer kulturplanter som
- Citron (Citrus limon)
- Almindelig figen (Ficus carica)
- Mandel (Prunus dulcis)
- Fersken (Prunus persica)
- Almindelig Vin (Vitis vinifera)

Netop i dette år (2004) har korsikanerne fået godkendelse til at markedsføre olivenolie under betegnelsen "Corse AOC". AOC står for Apellation d’Origine Controlée (= "Kontrolleret Oprindelses-betegnelse"). Man venter sig meget af denne kvalitetsgodkendelse, og der plantes masser af nye oliventræer i disse år.

### Buske
- Grøn-El (Alnus viridis ssp. suaveolens)
- Montpellier-Soløjebusk (Cistus monspeliensis)
- Træ-Lyng (Erica arborea)
- Vissearter (Genista spp.)
- Middelhavs-Ene (Juniperus oxycedrus)
- Sommerfugle-Lavendel (Lavandula stoechas)
- Almindelig Myrte (Myrtus communis)
- Nerie (Nerium oleander)
- Rosmarin (Rosmarinus officinalis)
- Kyskhedstræ (Vitex agnus-castus)

### Lianer
- Vellugtende Skovranke (Clematis flammula)
- Ægte Kaprifolie (Lonicera caprifolium)
- Brombærarter (Rubus spp.)
- Almindelig Vin (Vitis vinifera)

### Stauder
- Purløg (Allium schoenoprasum)
- Løgvækster f.eks. Allium, Crocus, Muscari m.fl.
- Affodil (Asphodelus sp.)
- Salvie-arter (Salvia spp.)
- Stachys corsica – endemisk for Korsika
- Vellugtende Kortlæbe (Teucrium marum) – endemisk for Korsika

#### Græsser
- Stor Hjertegræs (Briza maxima)
- Hejrearter (Bromus spp.)
- Harehale (Lagurus ovatus)

#### Bregner
- Murrude (Asplenium ruta-muraria)
- Rundfinnet radeløv (Asplenium trichomanes)
- Kambregne (Blechnum spicant)
- Kongebregne (Osmunda regalis)
- Hjortetunge (Phyllitis scolopendrium)

## Biotoper

### Løvskov
Oprindeligt var Korsika som alle øer og kyster langs Middelhavets bredder dækket af en blandet skov med Sten-Eg (Quercus ilex) og Strand-Fyr (Pinus pinea) som de dominerende. Den skov er næsten helt forsvundet, for den måtte give plads til landbrugsafgrøder. Derimod er der rester af den lidt mere kølige, blandede løvskov, når man kommer nogle hundrede meter op over havoverfladen. Her møder man skove, som kan ligne vore egne.
Almindelig Bøg (Fagus sylvatica), Stilk-Eg (Quercus robur), Ahorn (Acer pseudoplatanus) og Aksel-Røn (Sorbus aria) genkender man straks, men der er også arter, som ikke ses vildtvoksende i Danmark: Hjertebladet El (Alnus cordata), Manna-Ask (Fraxinus ornus), Sølv-Lind (Tilia og Europæisk Humlebøg (Ostrya carpinifolia) f.eks.
I mange af skovene er Ægte Kastanje (Castanea sativa) naturaliseret og trives fint. Det samme gælder til overmål Robinie (Robinia pseudoacacia), som findes alle vegne.

### Nåleskov
Lidt højere oppe møder man en skovtype, som bestemt ikke kan findes i Danmark. Her dominerer fyrretræerne, og mens Strand-Fyr (Pinus pinaster) er mest almindelig i de laveste dele af nåle skoven, så blander flere og flere Korsikansk Fyr (Pinus nigra ssp. laricio) sig i billedet, og i højder over 1200 m bliver den efterhånden enerådende.
Her er skoven lys og åben med ældgamle, kæmpestore træer og en undervækst af bl.a. Almindelig Røn (Sorbus aucuparia), Grøn-El (Alnus viridis ssp. suaveolens), Vorte-Birk (Betula pendula) og Almindelig Kristtorn (Ilex aquifolium).

### Maki
Makien er en stedsegrøn buskskov, der dækker ca. halvdelen af øen. Vegetationen betragtes som typisk for hele Middelhavsområdet, men den er særligt udbredt og karakteristisk netop på Korsika, som da også har givet den navnet u macchju (= "makien"). Bevoksningens højde ligger mellem 2 og 6 meter, sådan at man kan færdes under plantedækket. Planterne har flere fællestræk:
- bladene er små, læderagtige og smalle, hvad der nedsætter fordampningstabet mest muligt
- mange indeholder stoffer, som gør dem utiltalende eller giftige at spise
- mange er tornede eller har tornede blade
- mange tåler eller er direkte afhængige af hyppige afbrændinger

Når vinterregnen har gennemvædet jorden i foråret og forsommeren, bliver makien dækket af en næsten samtidig blomstring med et voldsomt farvespil i gult, hvidt og lyserødt. Samtidig breder der sig en krydret duft, som stammer fra myrteblomster, evighedsblomster, rosmarin- og cistusblade. Det var netop denne duft fra fødeøens maki, som Napoleon ikke kunne glemme.
Typiske plantearter i makien er:
- Almindelig Jordbærtræ (Arbutus unedo)
- Vellugtende Skovranke (Clematis flammula)
- Træ-Lyng (Erica arborea)
- Vissearter (Genista spp.)
- Juniperus oxycedrus
- Ægte Kaprifolie (Lonicera caprifolium)
- Almindelig Myrte (Myrtus communis)
- Vild Oliven (Olea europaea)
- Sten-Eg (Quercus ilex)
- Brombærarter (Rubus spp.)

Den stærke tilpasning til hårde vilkår gør, at makien er pionervegetation efter hård afgræsning eller brand. Da man tilmed bruger havvand i slukningen af de hyppige og ofte påsatte brande, stiller også den side af afbrændingerne makiplanterne gunstigt i kapløbet om at etablere sig på den blottede jord.
Maki er en kulturskabt vegetationstype, som opstod, da træfældning (skibsbygning, hustømmer og brænde), afbrænding, græsning og jorderosion havde forarmet de oprindelige ege-fyrreskove, der fandtes overalt langs Middelhavets kyster så sent som 600 f.Kr.. Det er værd at bemærke, at makien ikke er et klimaksstadium. Den kræver stadig vedligeholdelse – først og fremmest ved hjælp af afbrænding – for at kunne bestå. Der er altså menneskelige interesser på spil, når skoven hele tiden bliver forhindret i udvikle sig i ly af makien. Mistanken retter sig med større og større vægt mod de lokale ejere af kreaturer og får, som har interesse i de størst mulige græsningsarealer i stedet for lukket skov.

### Garigue
Mange forveksler makiens yderste forarmningsstadie, garigue, med den egentlige maki. Det er dog let at skelne, for mens man kan stå under buske og træer i makien, så når gariguens buske højst én meter i vejret. Her er planterne endnu mere tilpasset de yderst barkse vilkår. De tåler brand, græsning og tørke, og det kan de, fordi de er udstyret med bittesmå blade, tykke hår- eller vokslag, afskrækkende lugt (duft), giftighed og torne. Også gariguen blomstrer i april-maj. Her ses masser af løgvækster, græsser og stauder, som alle er indstillet på at gå i dvale under den lange sommertørke.
De typiske planter i denne vegetation er:
- Purløg (Allium schoenoprasum)
- Løgplanter (Allium, Crocus, Muscari m.fl.)
- Affodilarter (Aphodelus spp.)
- Skarpbladet Asparges (Asparagus acutifolius)
- Stor Hjertegræs (Briza maxima)
- Hejrearter (Bromus spp.)
- Montpellier-Soløjebusk (Cistus monspeliensis)
- Vortemælk-arter (Euphorbia spp.)
- Vissearter (Genista spp.)
- Harehale (Lagurus ovatus)
- Sommerfugle-Lavendel (Lavandula stoechas)
- Kermes-Eg (Quercus coccifera)
- Rosmarin (Rosmarinus officinalis)
- Salvie-arter (Salvia spp.)
- Korsikansk Galtetand (Stachys corsica) – endemisk for Korsika
- Vellugtende Kortlæbe (Teucrium marum) – endemisk for Korsika
- Timian-arter (Thymus spp.)

## Eksterne links
- Nationalparkens netsted (på fransk) Arkiveret 12. oktober 2007 hos  Wayback Machine